# VIANOVA
VIANOVA, voorheen de Belgische Evangelische Zending (BEZ) (Frans: Mission Evangelique Belge), is een geloofsgemeenschap van evangelische kerken die actief is in België.
Ze vormt een koepelorganisatie van 25 autonome evangelische kerken en is op haar beurt aangesloten bij de Evangelische Alliantie Vlaanderen (EAV) en de Federale Synode van Protestantse en Evangelische Kerken in België (FSPEKB). 

## Geschiedenis
De organisatie vindt haar oorsprong gedurende de Eerste Wereldoorlog toen het Amerikaanse echtpaar Ralph en Edith Norton in Londen enkele Belgische soldatenslachtoffers van het IJzerfront ontmoette en met hen sprak over het evangelie. Na de oorlog stak het echtpaar Het Kanaal over en vestigden ze zich in Brussel alwaar ze de Belgische Evangelische Zending oprichtten.